# سن-ماتیو، کبک
سن-ماتیو (به فرانسوی: Saint-Mathieu) شهری در منطقه شهری روسیون ناحیه مونترژی در استان کبک کانادا است. در سرشماری سال ۲۰۱۱ این شهر ۲٬۰۳۲ نفر جمعیت داشته‌است و مساحت آن ۳۲٫۲۷ کیلومتر مربع است.